# Aartsbisdom Trente
Het aartsbisdom Trente (Latijn: Archidioecesis Tridentina; Italiaans: Arcidiocesi di Trento) is een metropolitaan aartsbisdom van de Rooms-Katholieke Kerk in Italië. De zetel van het aartsbisdom is in Trente. De aartsbisschop van Trente is metropoliet van de kerkprovincie Trente waartoe ook het volgende suffragane bisdom behoort:
- bisdom Bozen-Brixen

Het aartsbisdom komt grotendeels overeen met de provincie Trente. De kerkprovincie Trente omvat daarnaast ook Zuid-Tirol.

## Geschiedenis
Volgens een legende was Trente reeds in de eerste eeuw bisschopszetel. De eerste vermelding van een bisschop van Trente is echter uit 381 toen bisschop Abundatius van Trente werd genoemd als een van de deelnemers aan een door keizer Gratianus georganiseerde synode in Aquileia. Sinds 952 behoorde het bisdom tot het Heilige Roomse Rijk. Hieruit ontstond in 1027 het hoogstift Trente.
In de 16e eeuw werd het bisdom het toneel van het Concilie van Trente. Tot 1751 maakte Trente deel uit van de patriarchaat Aquileja en vervolgens van de kerkprovincie Gorizia. In 1772 werd Trente onder rechtstreeks gezag van de Heilige Stoel geplaatst. In 1825 werd het suffragaan aan het aartsbisdom Salzburg. In 1920 werd het weer een immediatum en in 1929 werd het bisdom verheven tot aartsbisdom.
In 1964 werden de Duitstalige gebieden van het aartsbisdom afgesplitst als het bisdom Bozen-Brixen en suffragaan gesteld aan Trente.

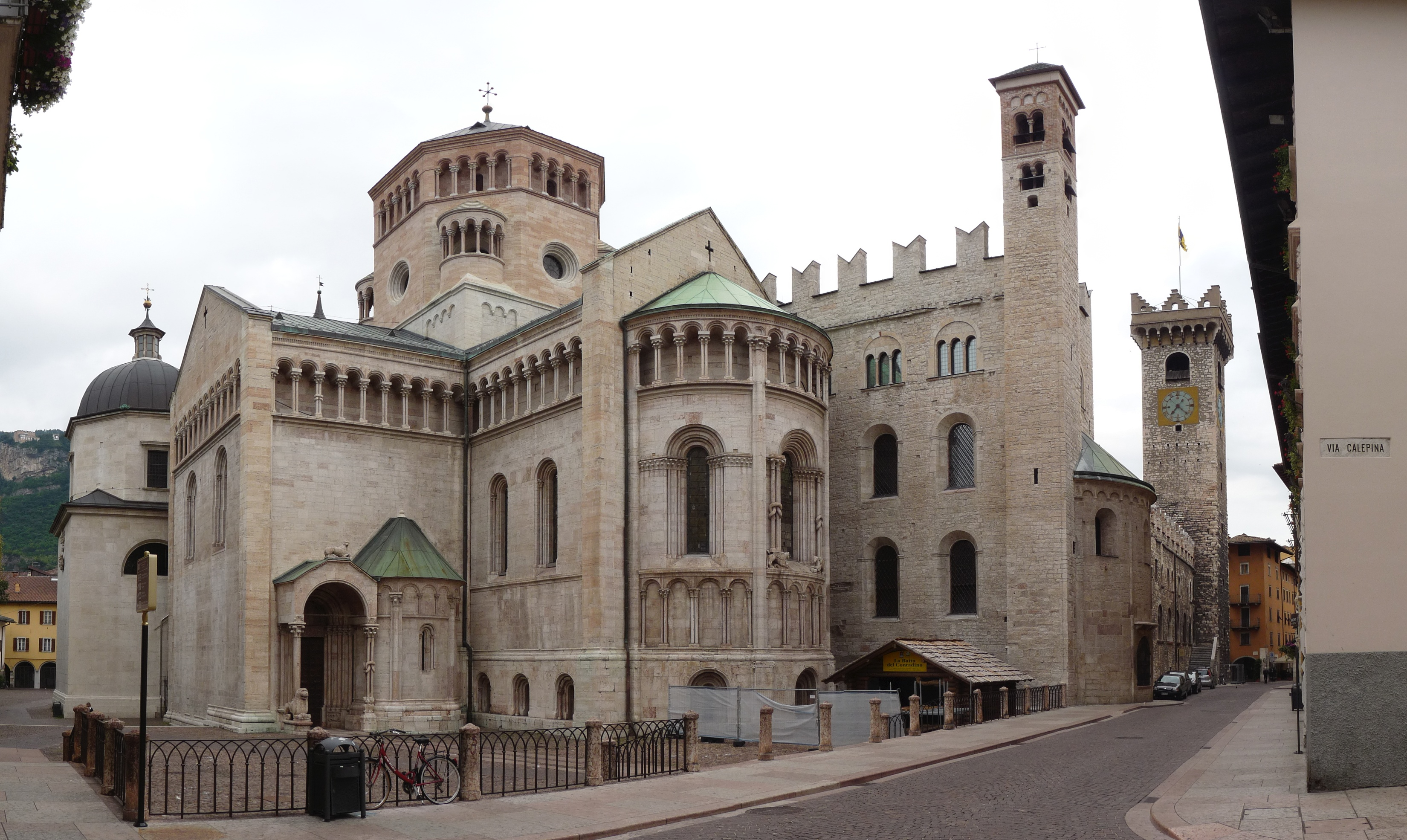
De dom van Trente
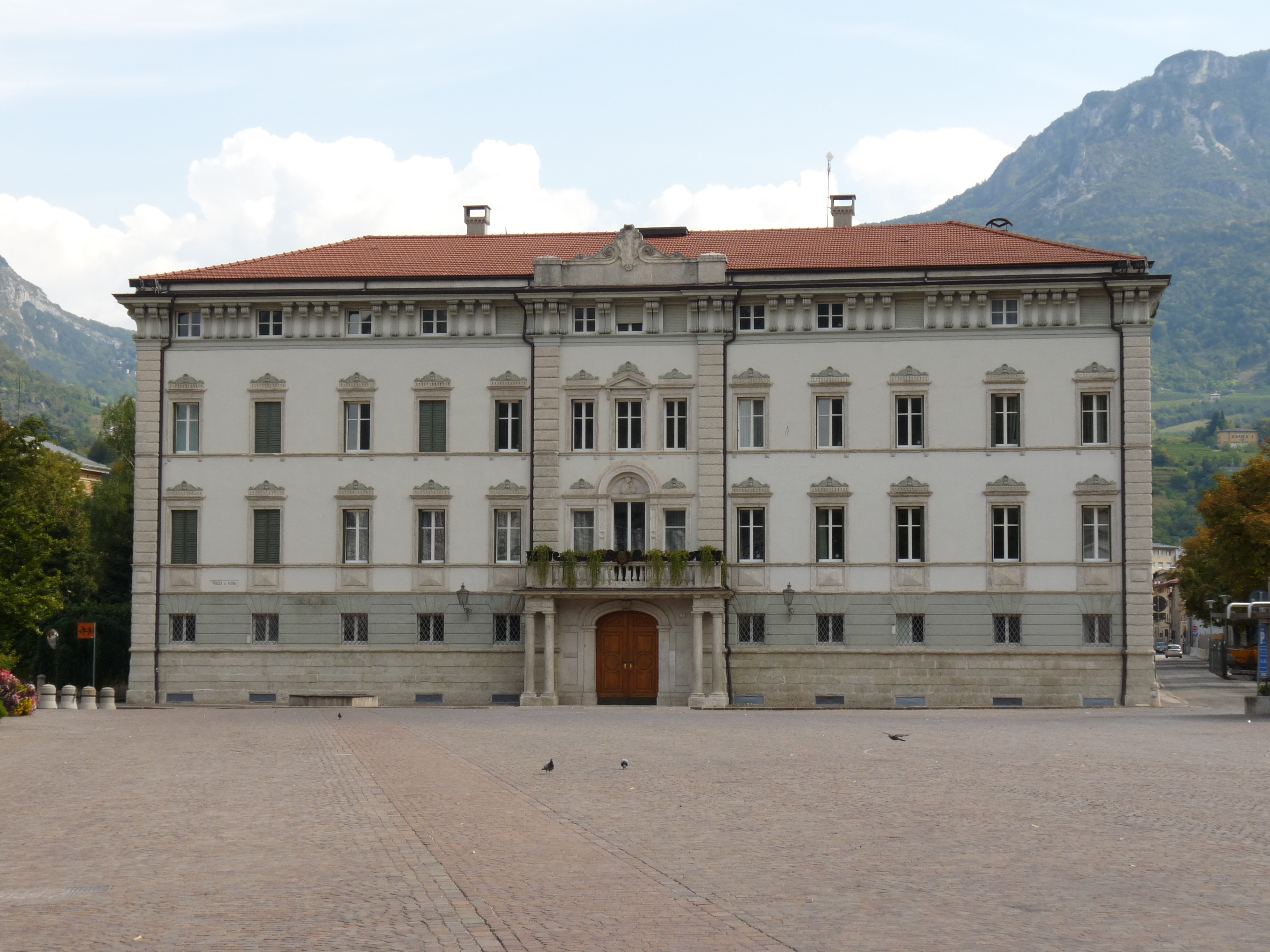
Aartsbisschoppelijk paleis
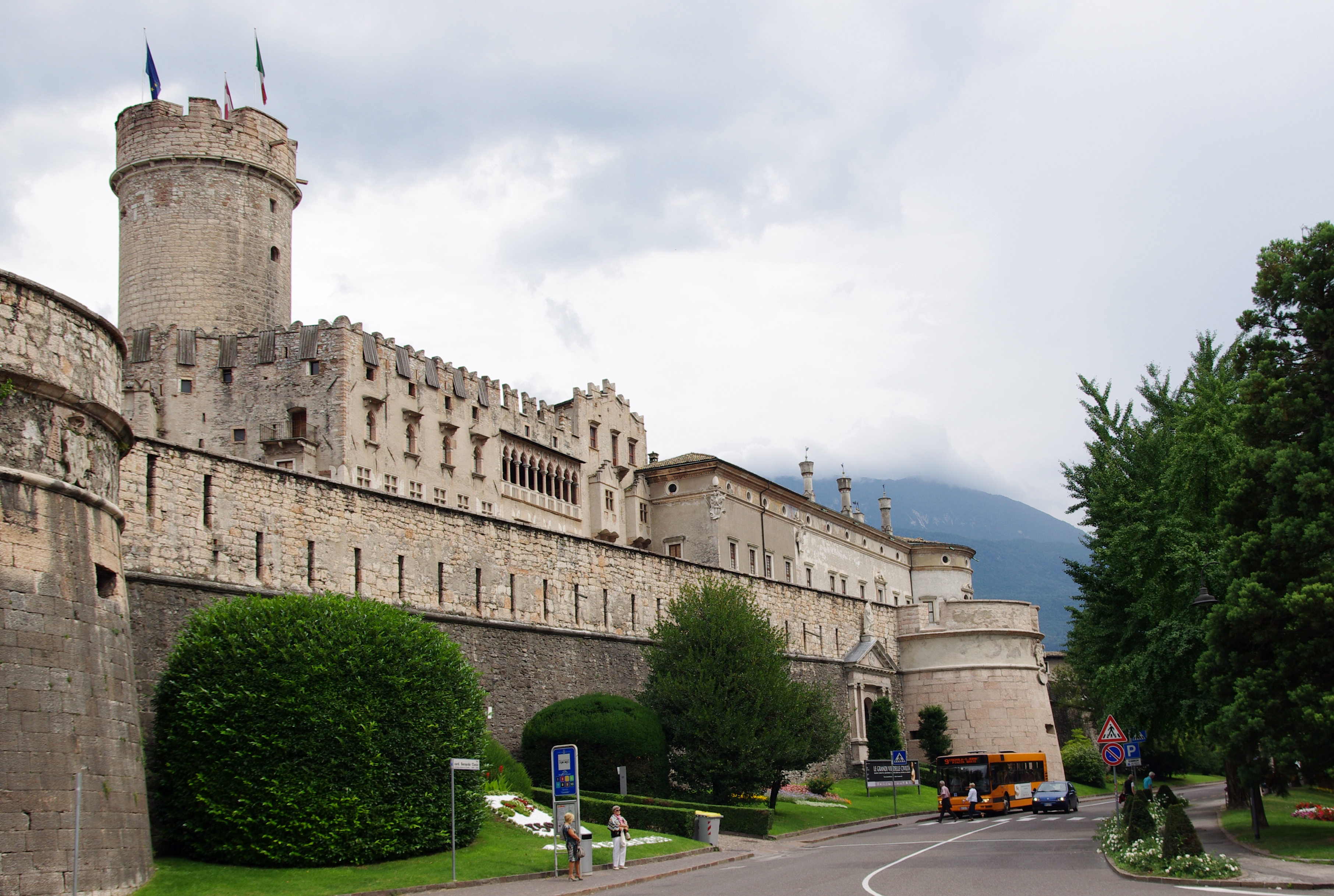
Het Castello del Buonconsiglio, voormalig kasteel van het prinsbisdom Trente